# Alle nicht ganz dicht
Alle nicht ganz dicht ist ein deutscher Fernsehfilm aus dem Jahr 2024 von Regisseur Lars Jessen nach einem Drehbuch von Andreas Altenburg mit Ulrike Kriener, Tim Oliver Schultz, Sevda Polat und Oliver Wnuk. In der ZDF Mediathek wurde die Filmkomödie am 4. Juli 2024 veröffentlicht; die Erstausstrahlung im ZDF war am 26. September 2024.

## Handlung
Barbara Lucke war mehrere Jahrzehnte Betriebsrätin im Versandhaus Sander. Kurz vor ihrer Pensionierung wird sie überraschend abgewählt und muss damit als Sachbearbeiterin an ihren alten Arbeitsplatz zurückkehren. Die Abteilung Wäsche-Bade wird mittlerweile von ihrem Sohn Bastian geleitet, der mit modernem Führungsstil beeindrucken will. Sowohl Mutter als auch Sohn sind mit der Situation zunächst überfordert.
Barbara muss die verpassten Entwicklungen wie Videokonferenzen, E-Learning und Veränderungsmanagement aufholen und versucht, nach den alten Regeln Strippen zu ziehen. Sie spannt Bernd, für den sie einiges im Betriebsrat durchgesetzt hat, sowie Marion, mit der sie damals die Lehre gemacht hat, für sich ein. Auch Praktikantin Amelie und Gabelstaplerfahrer Mike finden Gefallen an Barbara und deren Geschichten.
Yasemin, der Assistentin von Bastian, ist dies ein Dorn im Auge. Sie möchte, dass sich Barbara den Herausforderungen der modernen Arbeitswelt stellt und Nachschulungen absolviert. Bastian gerät zwischen die Fronten von Yasemin und Barbara und möchte es allen recht machen. Außerdem will er den Vorstand des Unternehmens mit einem Konzept aus seiner Abteilung überzeugen.
Allerdings hat die Firmenleitung rund um Geschäftsführer Dr. Jürgen Sander jun. bereits beschlossen, dass die Abteilung Wäsche-Bade geschlossen werden soll. Beim Fuck-Up-Slam, wo eigene Fehler vorgetragen werden, gesteht Barbara, dass sie ein Produkt im Online-Katalog von 1.290 EUR auf 12 EUR runtergesetzt hat, das 300 Mal verkauft wurde. Der neue Betriebsratsvorsitzende Roland Schmoll plaudert im Rahmen der Veranstaltung gegenüber Barbara betrunken aus, dass die Abteilung geschlossen werden soll.
Barbara trauert ebenso wie der Aufsichtsratsvorsitzende Dr. Jürgen Sander sen. den Zeiten nach, in denen es noch einen gedruckten Produktkatalog gab. Sie plant die Wiedereinführung eine Kataloges, Bastian lehnt die Idee unter anderem aus Kosten- und Umweltschutzgründen entschieden ab, die beiden streiten sich heftig. Dabei erzählt er seiner Mutter, dass er sich verliebt hat. Yasemin, die den Streit mitangehört hat, gesteht Bastian, dass sie sich auch in ihn verliebt hat. Yasemin und Bastian arbeiten gemeinsam an der App You Are Your Own Model (YAYOM), die Aufnahmen von Kleidungsstücken von Sander in eigene Fotos einfügt, sodass der Kunde vor dem Kauf prüfen kann, ob ihm Kleidungsstücke stehen.
Jürgen Sander jun. bietet Barbara einen Platz im Betriebsrat an, falls sie negative Informationen über die Abteilung Wäsche-Bade liefert, sodass die Schließung der Abteilung schneller abgewickelt werden kann. Davon unabhängig bietet Jürgen Sander Bastian einen ähnlichen Deal an. Die App soll auch ohne der Abteilung Wäsche-Bade realisiert werden. Barbara schwört die Abteilung darauf ein, gemeinsam für den Erhalt und die App zu kämpfen. Mit der Präsentation der App gewinnt die Abteilung schließlich den Call for Papers des Innovatation Days und Barbara steht als Ü60-Contentmanagerin für Werbespots für die App vor der Kamera. Im Chaos der Dreharbeiten, bei der Bastian Regie führt, stellt er gegenüber Yasemin fest: „Alle nicht ganz dicht“.

## Produktion und Hintergrund
Die Dreharbeiten fanden vom 14. November bis zum 13. Dezember 2023 in Hamburg statt. Produziert wurde der Film von der Florida Film, als Produzenten fungierten Maren Knieling und Lars Jessen, beteiligt war das ZDF.
Die Kamera führte Peter Drittenpreis, die Montage verantwortete Nikolai Hartmann, die Musik schrieb Anna Bauer. Das Lied Funky Fanfare stammt von Keith Mansfield und der Titel 1234 von Feist. Das Kostümbild gestaltete Anette Schröder, das Szenenbild Pouya Mirzaei, den Ton Joern Martens und die Maske Jeanette Kellermann und Alexandra Lebedynski.
Regisseur Lars Jessen und Drehbuchautor Andreas Altenburg hatten zuvor für die NDR-Comedy-Fernsehserie Jennifer – Sehnsucht nach was Besseres (2018) zusammengearbeitet. Mit den Darstellern Ulrike Kriener und Oliver Wnuk hatte Regisseur Jessen die ZDF-Komödie Butter bei die Fische (2009) gedreht.

## Rezeption
Tilmann P. Gangloff vergab auf tittelbach.tv 4,5 von 6 Sternen und bezeichnete die Produktion als „flott erzählte Mischung aus Mutter/Sohn-Drama, Satire auf das moderne Wirtschaftswesen und romantischer Komödie“. Das Ensemble sei perfekt zusammengestellt, die Dialoge eine ebenso große Freude wie die vielen Buchideen.
Martina Maier sah auf Prisma.de eine gelungene, teilweise schräge Komödie mit durchaus ernsten Aspekten, die dem Trend „Hauptsache neu, egal, was sich bewährt hat“ den Spiegel vorhalte.
Oliver Armknecht vergab auf film-rezensionen.de vier von zehn Punkten. Die Komödie versucht sich an satirischen Elementen, scheitere aber an der eigenen Einfallslosigkeit. Außerdem könne sie sich nicht entscheiden, ob es um die Emanzipation des Sohns geht oder um eine Annäherung der beiden.